# Bokhandlarpriset

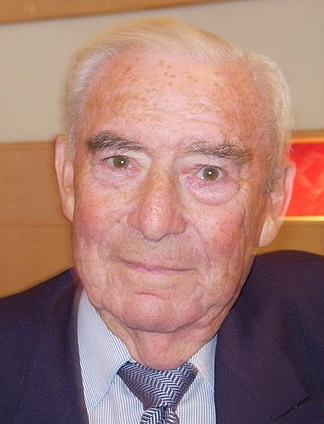
Jo Benkow, pristagare 1985

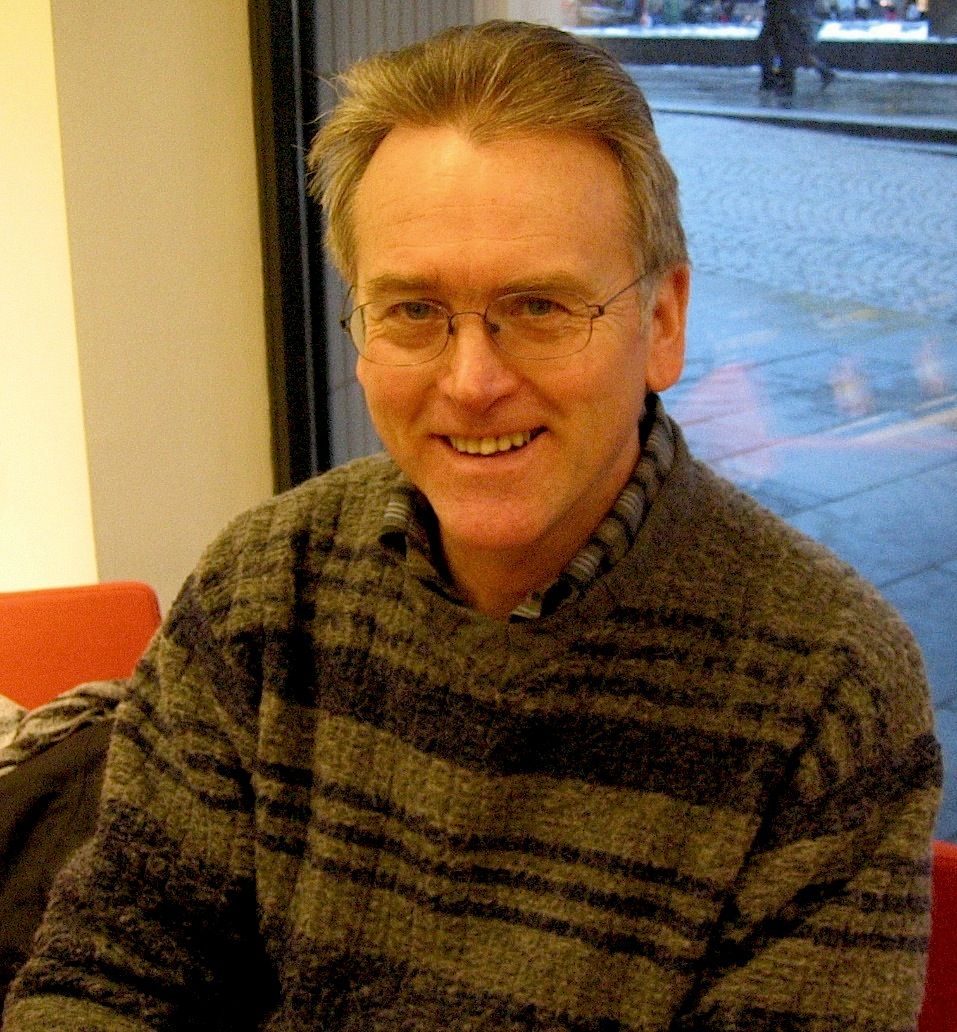
Gunnar Staalesen, pristagare 1989

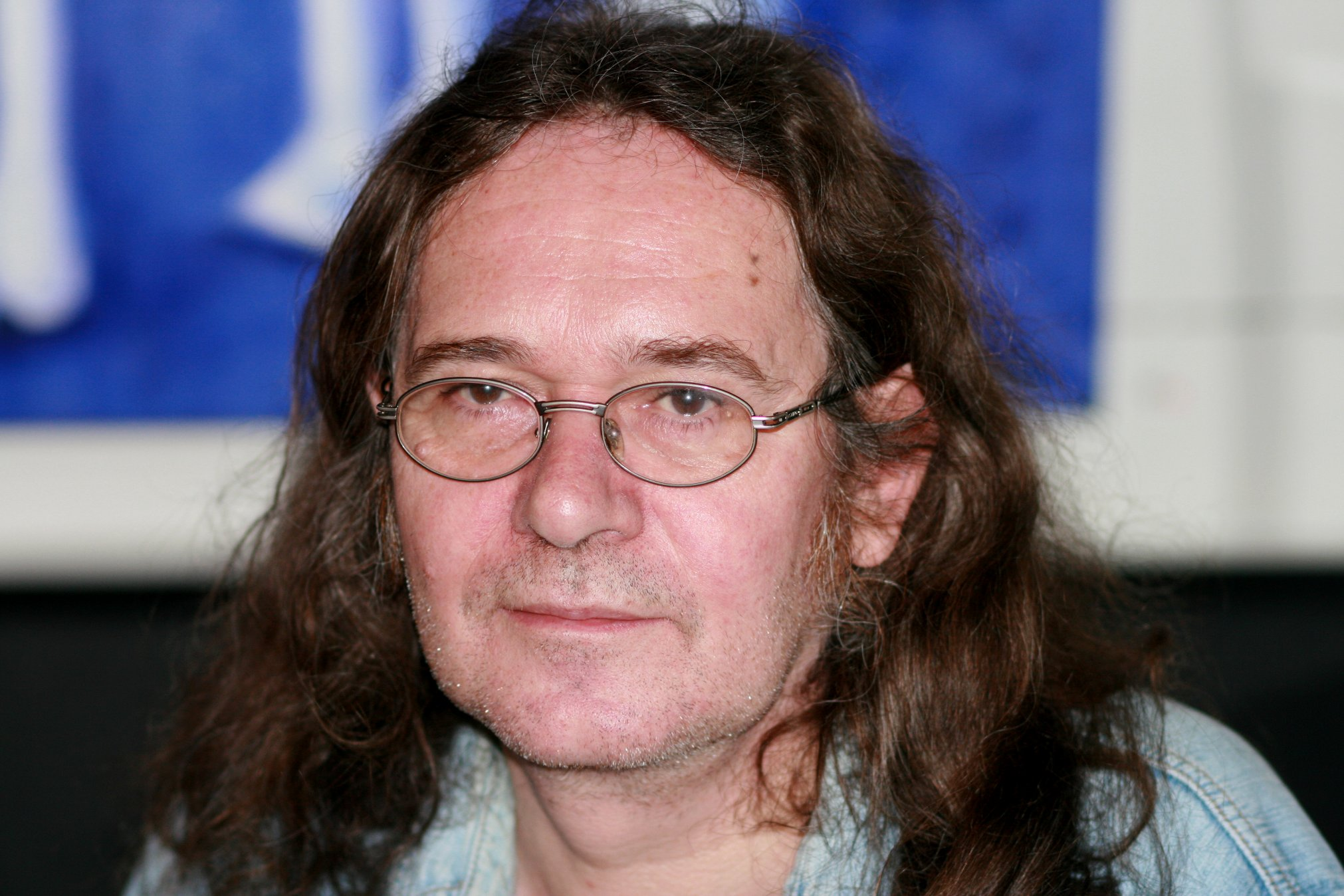
Ingvar Ambjørnsen pristagare 1996

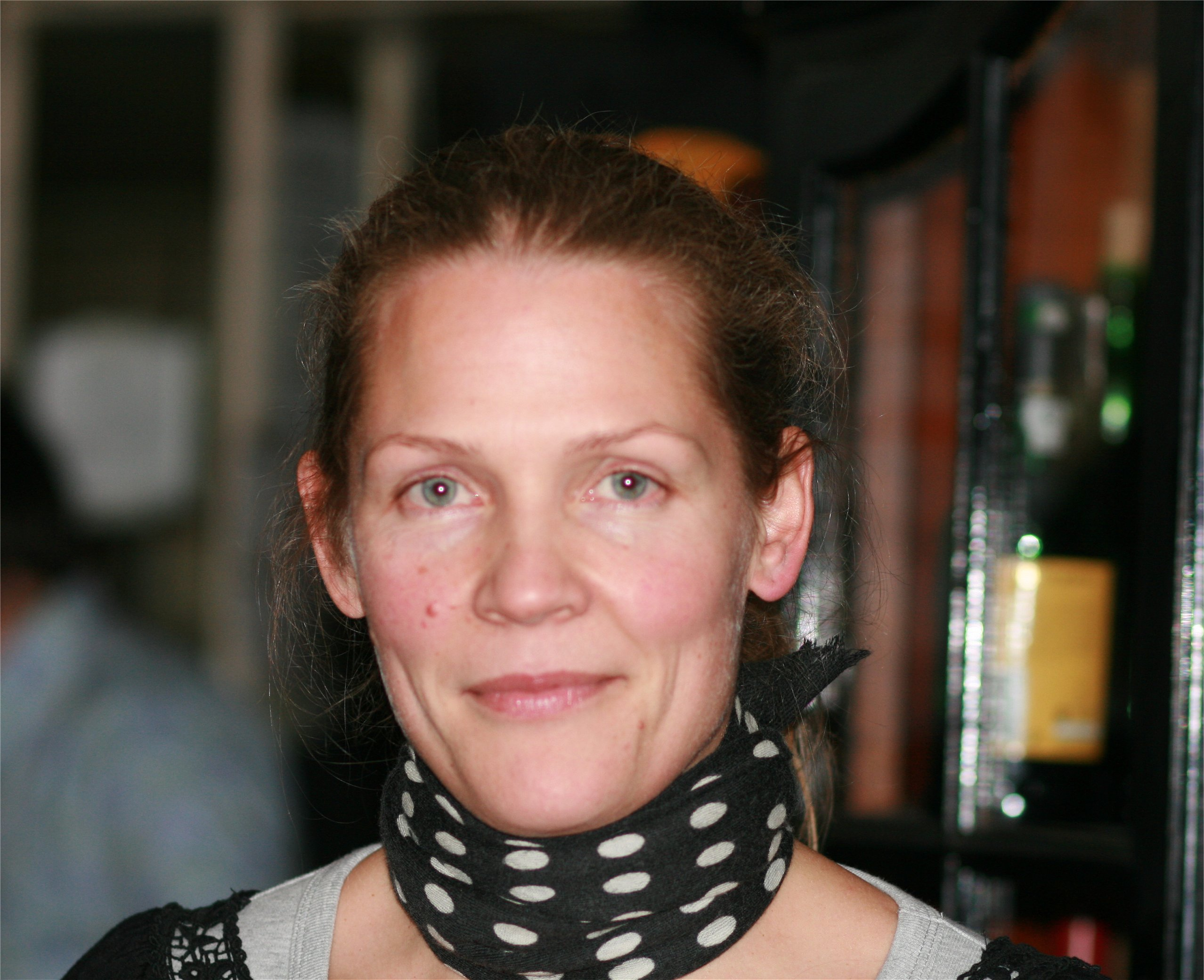
Åsne Seierstad pristagare 2002

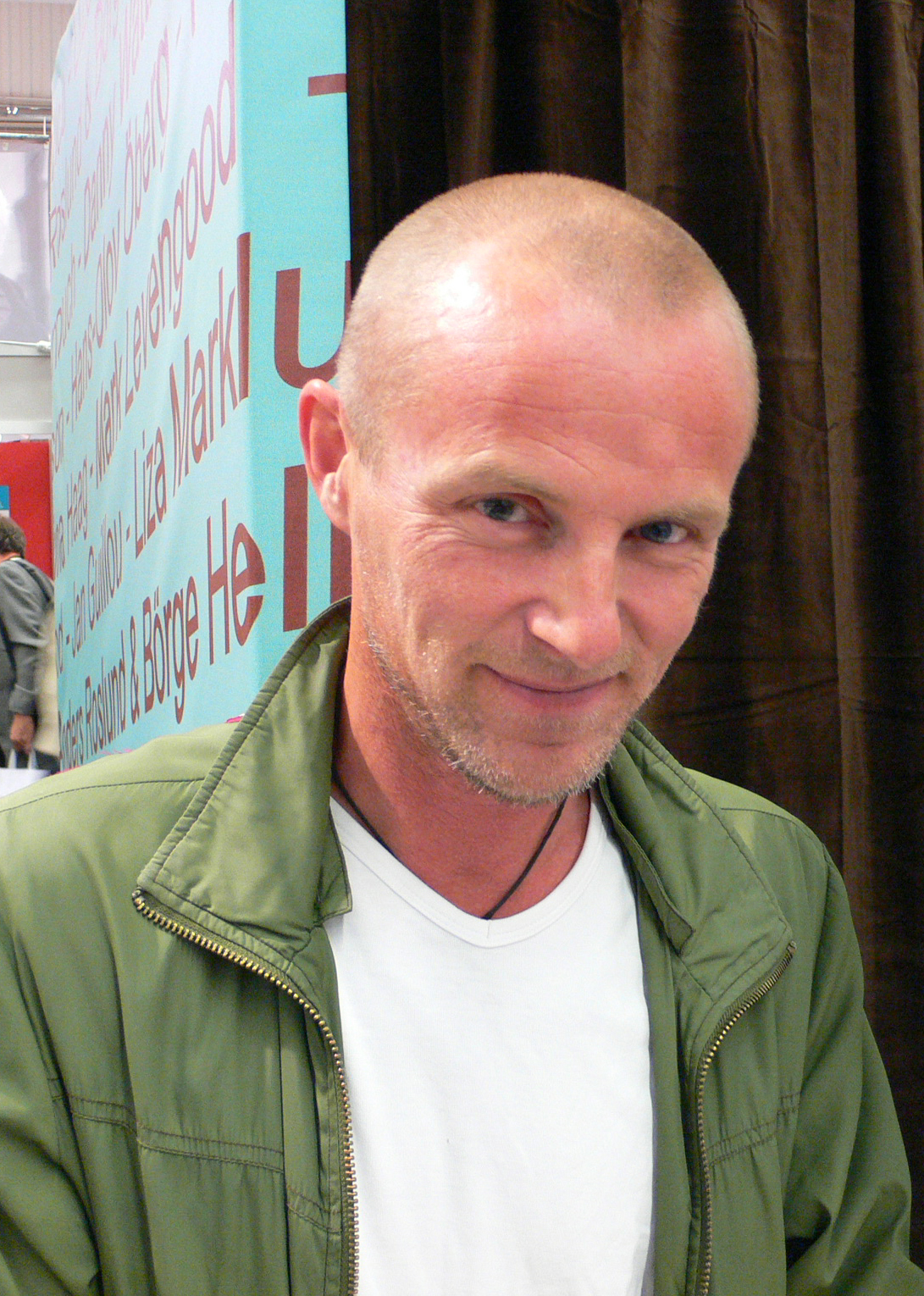
Jo Nesbø pristagare 2007

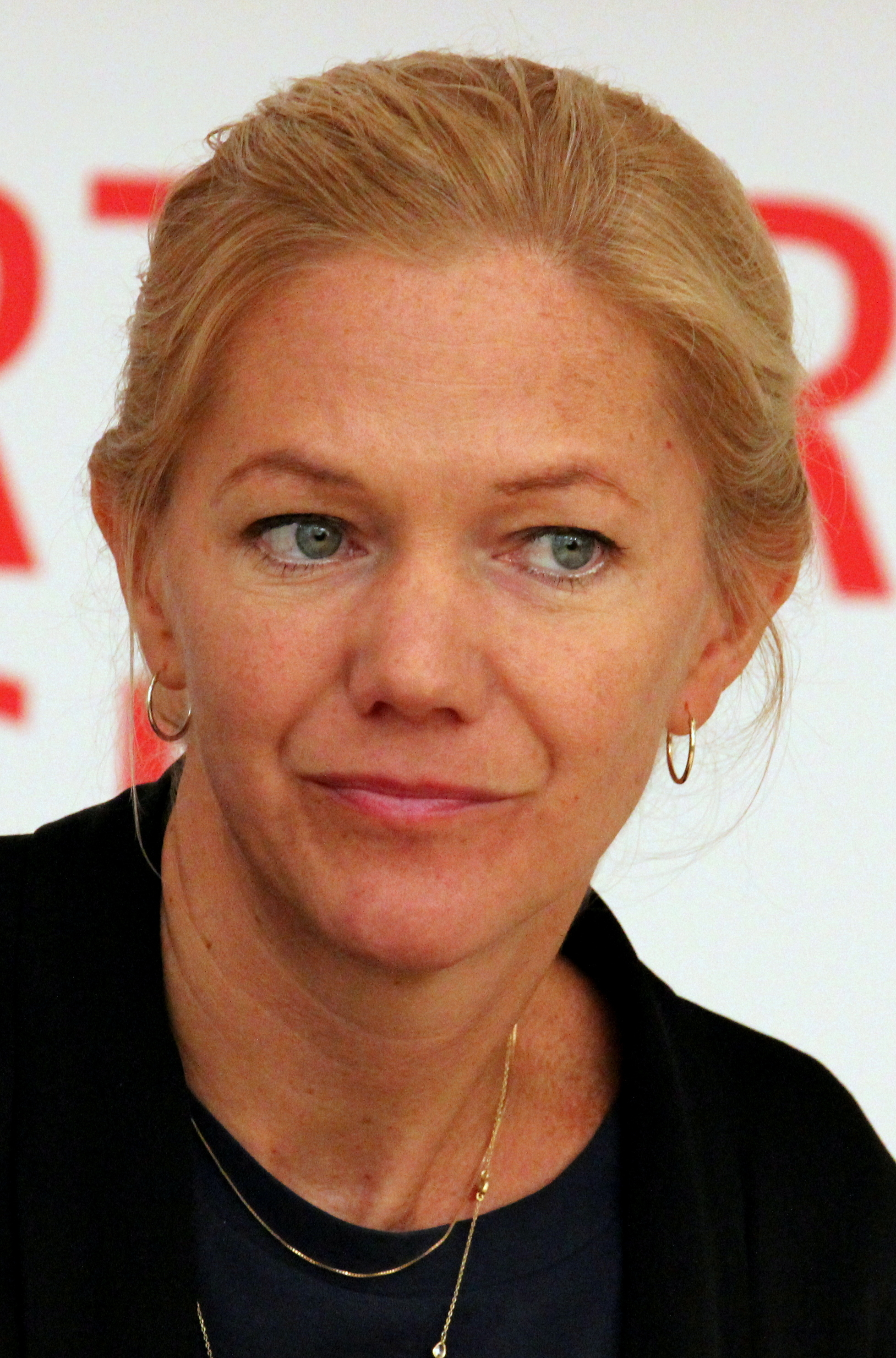
Maja Lunde pristagare 2015

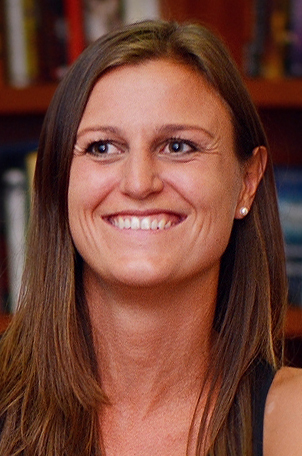
Helga Flatland pristagare 2017

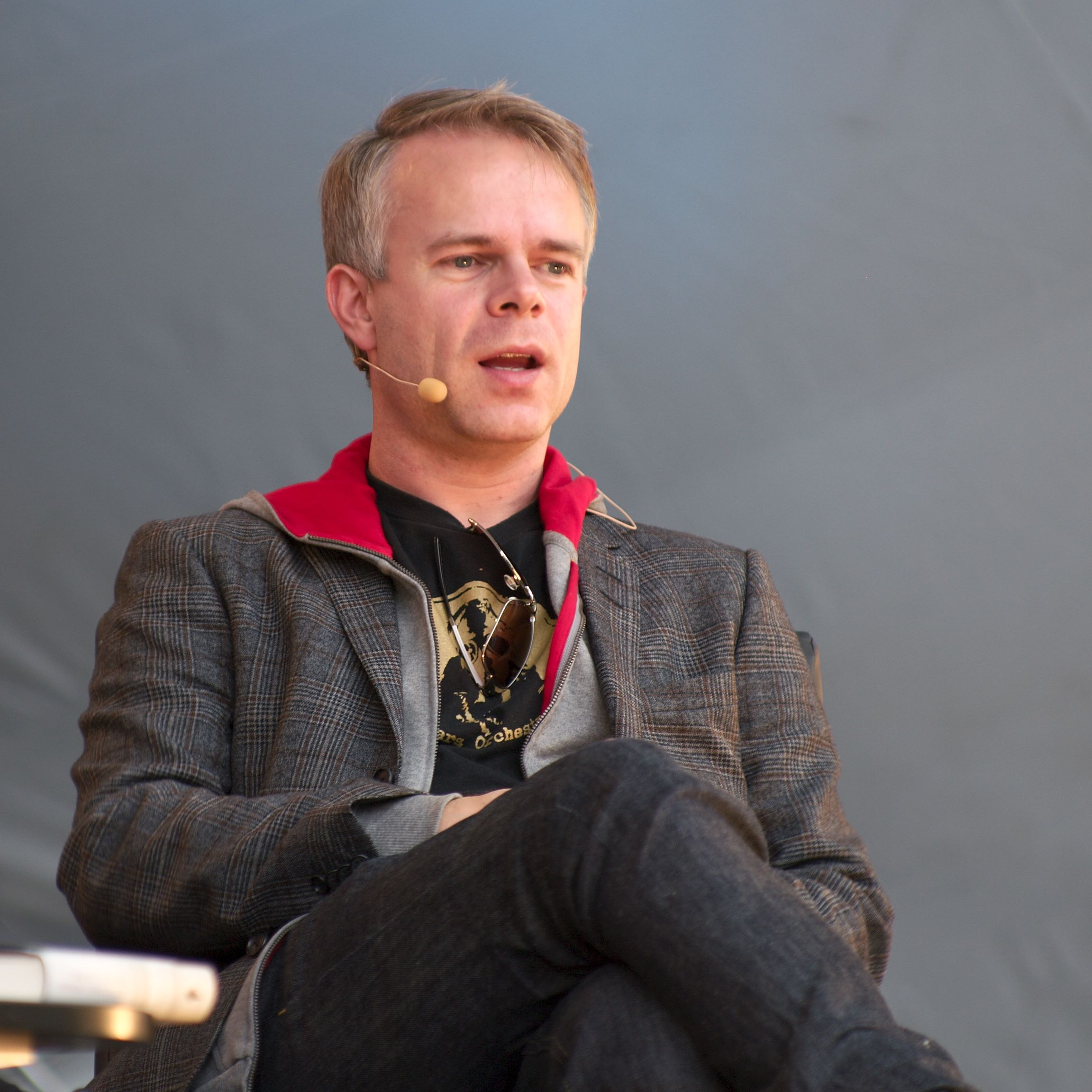
Tore Renberg pristagare 2020

Bokhandlarpriset (norska, Bokhandlerprisen) – fram till 1981 känt som Takk for boken-prisen – delas ut varje år av Den Norske Bokhandlerforening efter omröstning bland de som arbetar inom norsk bokhandel. Priset utdelas för en av årets böcker inom kategorierna skönlitteratur / generell litteratur, också barn- och ungdomsböcker. Priset består av bronsstatyetten ”Takk for boken”, utförd av Nils Aas.
Bokhandlarpriset utdelades inte under perioden 1970–1980.
Eftersom omröstningen sker bland de anställda inom bokhandeln, är detta pris som regel ett gott uttryck för vilken författare som är högst värderad det aktuella året. När det gäller prisets värdering av den enskilda boken, växlar den mellan intuitiv känsla och efterklokskap. Priset till exempelvis Vestly (1986), Christensen (1990) och Ragde (2005) kan lika gärna uppfattas som ett tack för tidigare bok eller böcker.

## Pristagare
- 1948 – Sigurd Hoel
- 1961 – Kristian Kristiansen
- 1962 – Vera Henriksen
- 1963 – Terje Stigen
- 1964 – Elisabeth Dored
- 1965 – Johan Borgen för Ord gjennom år
- 1966 – Ebba Haslund för Det trange hjerte
- 1967 – Kristian Kristiansen och Tarjei Vesaas
- 1968 – Odd Eidem och Hans Heiberg
- 1969 – Finn Alnæs och Richard Herrmann
- 1981 – Leif B. Lillegaard för Mor
- 1982 – Anne Karin Elstad för Senere, Lena
- 1983 – Herbjørg Wassmo för Det stumme rommet
- 1984 – Torill Thorstad Hauger för Krestiane Kristiania
- 1985 – Jo Benkow för Fra synagogen til Løvebakken
- 1986 – Anne-Cath. Vestly för Mormor og de åtte ungene på sykkeltur i Danmark
- 1987 – Fredrik Skagen för Purpurhjertene
- 1988 – Bjørg Vik för Store nøkler, små rom
- 1989 – Gunnar Staalesen för Falne engler
- 1990 – Lars Saabye Christensen för Bly
- 1991 – Roy Jacobsen för Seierherrene
- 1992 – Karsten Alnæs för Trollbyen
- 1993 – Jostein Gaarder för I et speil i en gåte
- 1994 – Klaus Hagerup för Markus og Diana og lyset fra Sirius
- 1995 – Anne Holt för Demonens død
- 1996 – Ingvar Ambjørnsen för Brødre i blodet
- 1997 – Karin Fossum för Den som frykter ulven
- 1998 – Erik Fosnes Hansen för Beretninger om beskyttelse
- 1999 – Erlend Loe för L
- 2000 – Jo Nesbø för Rødstrupe
- 2001 – Lars Saabye Christensen för Halvbroren
- 2002 – Åsne Seierstad för Bokhandleren i Kabul
- 2003 – Per Petterson för Ut og stjæle hester
- 2004 – Levi Henriksen för Snø vil falle over snø som har falt
- 2005 – Anne B. Ragde för Eremittkrepsene
- 2006 – Erik Fosnes Hansen för Løvekvinnen
- 2007 – Jo Nesbø för Snømannen
- 2008 – Tore Renberg för Charlotte Isabel Hansen
- 2009 – Roy Jacobsen för Vidunderbarn
- 2010 – Jan-Erik Fjell för Tysteren
- 2011 – Jørn Lier Horst för Vinterstengt
- 2012 – Per Petterson för Jeg nekter
- 2013 – Cecilie Enger för Mors gaver
- 2014 – Lars Mytting för Svøm med dem som drukner
- 2015 – Maja Lunde för Bienes historie
- 2016 – Vigdis Hjorth för Arv og miljø
- 2017 – Helga Flatland för En moderne familie
- 2018 – Simon Stranger för Leksikon om lys og mørke
- 2019 – Lisa Aisato för Livet – illustrert
- 2020 – Tore Renberg för Tollak til Ingeborg
- 2021 – Abid Raja för Min skyld
- 2022 – Zeshan Shakar för De kaller meg ulven
- 2023 – Oliver Lovrenski för Da vi var yngre